# Křižmolístka čnělkatá
Křižmolístka čnělkatá (Phuopsis stylosa) je druh rostliny z čeledi mořenovité, poněkud podobný svízeli. Je to jediný zástupce rodu křižmolístka. Vyznačuje se úzkými, přeslenitými listy a hlávkovitými květenstvími růžových květů. Pochází z jihozápadní Asie. V České republice je pěstována jako okrasná trvalka.

## Popis
Křižmolístka čnělkatá je vytrvalá bylina, dorůstající výšky 20 až 60 cm. Stonky jsou čtyřhranné, lysé nebo chlupaté. Listy jsou přisedlé, úzce kopinaté až úzce eliptické, 12 až 30 mm dlouhé a 1,5 až 6 mm široké, uspořádané spolu s palisty podobného tvaru a velikosti do šesti až desetičetných přeslenů. Postranní žilky nejsou patrné. Květenství jsou vrcholové, stopkaté, mnohokvěté hlávky podepřené přeslenem listenů. Květy jsou oboupohlavné, pravidelné, přisedlé, podepřené zašpičatělými listenci. Kalich je pětičetný. Koruna je růžová, s úzce nálevkovitou, 9 až 12 mm dlouhou korunní trubkou zakončenou 5 cípy. Tyčinek je 5, jsou přirostlé v korunní trubce a mají krátké nitky. Semeník je srostlý ze 2 plodolistů a obsahuje 2 komůrky. V každé komůrce je jediné vajíčko. Čnělka je dlouhá, vyčnívající z květu, zakončená kyjovitou, lehce dvoulaločnou bliznou. Plodem je poltivý plod (schizokarp) rozpadající se na 2 suché, tvrdé, nepukavé plůdky obsahující po 1 semenu.

## Rozšíření
Křižmolístka čnělkatá je rozšířena na Kavkazu v oblasti Ázerbájdžánu a severozápadního Íránu. Roste na horských svazích v podrostu opadavých lesů, na lesních okrajích a mýtinách.

## Ekologické interakce
Květy jsou vonné a přitahují motýly. Květy mají zajímavý způsob opylování. Prašníky dozrávají ještě před otevřením květu a pyl z nich vypadává na povrch suché kyjovité blizny. Tím, jak se čnělka prodlužuje, vytváří zevnitř tlak na dosud neotevřenou korunu. Později při mechanickém podnětu, nejčastěji pohybem hmyzu, se čnělka prudce prodere korunou a vymrští obláček pylu, který popráší opylovače. Později teprve dozrává blizna.

## Taxonomie
Rod Phuopsis je řazen v rámci mořenovitých do podčeledi Rubioideae a tribu Rubieae. Po morfologické stránce stojí mezi rody Crucianella (kříženka) a Asperula (mařinka). Nejblíže příbuznými rody jsou podle výsledků molekulárních analýz rody Crucianella a Sherardia (bračka).
V minulosti byla řazena do rodu Crucianella (kříženka) a lze se setkat s českým názvem kříženka růžová.

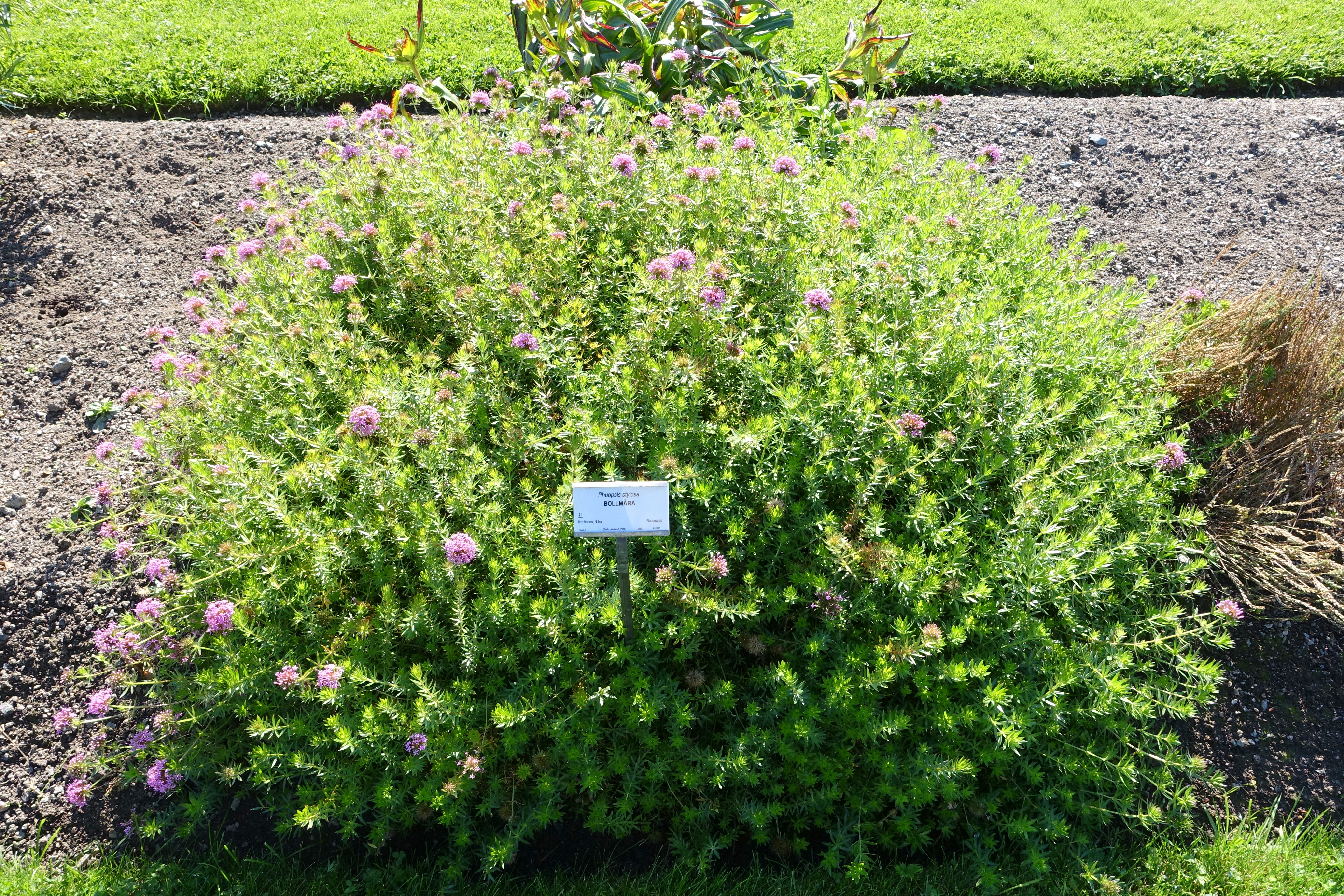
Křižmolístka na záhoně

## Význam
Křižmolístka růžová je pěstována jako okrasná trvalka, vytvářející polštářovité porosty. Byly vypěstovány i okrasné kultivary, např. 'Purpurea' s většími, purpurově zbarvenými květy.

## Pěstování a množení
Rostlina prospívá v propustných, vlhčích půdách na výsluní nebo v polostínu. Dobře zakořeněné rostliny přečkají i sušší období. Půda může být chudá. Množí se výsevem, oddělky nebo letními řízky. Je možno ji pěstovat i jako letničku. Kvete od června do srpna.